# L'amour est un crime parfait
Pour plus de détails, voir Fiche technique et Distribution.
L'amour est un crime parfait est un film franco-suisse réalisé par Arnaud et Jean-Marie Larrieu, présenté au Festival de Toronto le 6 septembre 2013 et sorti en salles en France en 2014.

## Synopsis
Attention, le synopsis suivant divulgâche l'entièreté du scénario.
Professeur de littérature à l'université de Lausanne, Marc vit avec sa sœur Marianne, femme possessive, une relation incestueuse.
Celle-ci est aussi courtisée par Richard, responsable hiérarchique de Marc. Les deux hommes se vouent une franche antipathie et Marc, qui a la réputation de collectionner les aventures amoureuses avec ses étudiantes, se sait surveillé sur le plan professionnel, sa hiérarchie guettant de lui le moindre faux pas.
Quelques jours après la disparition de Barbara, sa dernière conquête, il rencontre Anna, qui se présente comme étant la jeune belle-mère de la disparue.
Marc repousse les avances d'Annie, une étudiante qui tente de le séduire et dont le père est un des principaux responsables de son université,  tandis que sa sœur cède à la cour que lui fait Richard, ceci afin que son frère puisse conserver son emploi.
Un jour, Marc est tabassé par deux hommes de main du père d'Annie, qui se fait de plus en plus provocante. Mais s'il croit avoir trouvé en Anna la femme de sa vie, il finit par céder aux avances de la jeune fille pour éviter que celle-ci ne dévoile sa proximité avec lui auprès d'un policier.
Au retour d'une soirée mondaine chez Richard où il était invité avec sa sœur, Marc est victime d'une hémorragie nasale, alors qu'il est arrêté pour contrôle par un policier. Il se réveille bien après dans le lit d'Anna et croit avoir vécu un cauchemar.
Mais sur le chemin du retour, il découvre le cadavre du policier dans sa voiture. Il s'arrête alors pour le jeter dans un fossé...où l'on découvre le cadavre de Barbara que Marc avait préalablement jeté quelques jours auparavant.
Anna et Marc partent dans un complexe hôtelier vivre un weekend en amoureux. Mais, à peine arrivés, Marc est prévenu par Annie qu'Anna s'avère être une policière. Il décide de lui avouer où repose le corps de Barbara et la laisse partir seule avant de mettre fin à ses jours en faisant exploser son gîte en allumant son briquet après avoir ouvert le gaz.

## Fiche technique
- Titre : L'amour est un crime parfait
- Titre international : Love Is the Perfect Crime
- Réalisation : Arnaud et Jean-Marie Larrieu
- Scénario : Arnaud et Jean-Marie Larrieu d'après le roman Incidences de Philippe Djian
- Photographie : Guillaume Deffontaines
- Montage : Annette Dutertre
- Décors : Stéphane Lévy
- Costumes : Judith de Luze
- Musique : Caravaggio
- Son : Olivier Mauvezin
- Production : Bruno Pésery et Francis Boespflug
- Sociétés de production : Gaumont et Arte France Cinéma en association avec la SOFICA Cofinova 9, avec le soutien d'Arena Films, de Rhône-Alpes Cinéma, de Vega Film, de l'Office fédéral de la culture et la Radio Télévision suisse
- Sociétés de distribution : Gaumont Distribution
- Pays d'origine :  France et  Suisse
- Format : couleur - 35 mm - 2,39:1 - Son Dolby numérique
- Genre : drame, thriller
- Durée : 110 min
- Visa no 135.966
- Dates de sortie :
  - Canada : 6 septembre 2013 (Festival de Toronto)
  - France : 15 janvier 2014 (sortie nationale)

## Distribution
- Mathieu Amalric : Marc
- Sara Forestier : Annie Eggbaum
- Maïwenn Le Besco : Anna Canale
- Karin Viard : Marianne
- Denis Podalydès : Richard
- Xavier Beauvois :
- Marion Duval : Barbara Canale
- Damien Dorsaz : Jacques, le jeune inspecteur

## Projet et réalisation
Le scénario est adapté par Arnaud et Jean-Marie Larrieu, d'après le roman Incidences de Philippe Djian paru en 2010, qui ont été séduits par les éléments du livre (la montagne, la nature, un professeur atypique, des questionnements sur le sexe) proches de leur univers cinématographique. Pour la distribution, les frères Larrieu ont envisagé différents acteurs masculins avant de se décider une nouvelle fois, la quatrième, pour Mathieu Amalric, à même selon eux d'incarner au mieux le personnage principal « très funambule, toujours au bord de l'abîme ».
Le tournage du film débute le 12 février 2013 à Megève, puis continue dans le canton de Vaud en Suisse avec des scènes tournées dans une villa de Chardonne, dans le vignoble près de Lavaux, à Neuchâtel, sur le massif de la Jungfrau et dans les bâtiments récents du centre multimédia de l'École polytechnique fédérale de Lausanne,, et s'étend jusqu'au mois d'avril. Le montage se poursuit jusqu'en août. Alors que le titre de production était Amour crime parfait, le film est temporairement retitré durant l'été en Au diable les jeunes filles, avant de prendre son intitulé définitif de L’amour est un crime parfait avant sa présentation au festival de Toronto début septembre.

## Présentations festivalières et sorties nationales
Le film est présenté au Festival international du film de Toronto 2013 dans la section « Special Presentations » le 6 septembre 2013 où il est remarqué par la critique,, puis fin septembre au Festival du film de San Sebastian.
Il sort en France le 15 janvier 2014.

## Réception critique
Les magazines américains The Hollywood Reporter et Variety sont les premières revues à apporter un jugement critique sur l'œuvre qu'ils qualifient de « thriller hitchcockien » faisant également un rapprochement avec les romans de Patricia Highsmith, en remarquant tout particulièrement l'apport et le jeu de Mathieu Amalric dont l'« énergie nerveuse et l'intelligence sont les principales vertus » dans la réussite du film à l'« ample et effervescente cinématographie » portée par les choix techniques remarqués de Guillaume Deffontaines et la musique de Caravaggio,.

### Critiques positives
- Télérama (n°3340) par Jacques Morice (Ulysse aime beaucoup) : « Où est la vérité? Où est la mystification? Un thriller angoissant… et comique. […] l'amour entre Anna et Marc accroît le danger, les sueurs froides. C'est l'option forte de ce thriller sentimental, teinté, contre toute attente, d'un romantisme absolu, tout aussi noir que solaire. »[7]
- Le Canard enchaîné (n°4864) par David Fontaine : « Leur film […] est à la fois une comédie policière à l'humour glacé hitchcockien et une histoire d'amour fou comme ils en ont le secret […] Les frères Larrieu n'ont pas leur pareil pour sublimer les acteurs qui, avec eux, atteignent des sommets, dans des paysages si beaux qu'on en ressort littéralement ébloui. Du neuvième art de rendre la montagne magique… »
- Le Parisien par Pierre Vavasseur : « La diction très amidonnée que les réalisateurs ont imposée au personnage de Mathieu Amalric peut d'abord dérouter mais une fois l’oreille faite, le spectateur goûtera sans modération à une partition qui oscille entre polar et comédie noire. »
- Le Figaroscope : « Les frères Larrieu réussissent un polar érotico-littéraire original, à l'intrigue astucieusement perverse et à la mise en scène raffinée. »
- 20 minutes : « Drôle, sensuelle, intrigante et brillamment contée, l'intrigue dévoile ses charmes comme une strip-teaseuse malicieuse. Ce n’est que petit à petit qu’apparaissent les motivations de personnages pris au piège d’une intrigue diabolique. »
- Les Inrockuptibles : « Dans ce thriller hypermaîtrisé, tout ce qu'on connaît des Larrieu est synthétisé à la perfection, avec cet art consommé du contre-pied, des chausse-trappes, des blagues surréalistes. »
- La Croix par Jean-Claude Raspiengeas : « Énigmatique, diabolique, d'une grande beauté formelle […] »[8]
- Le Nouvel Observateur, par Pascal Mérigeau : « Les films des frères Larrieu font penser à ces blagues de potache dont l'auteur attend que les naïfs y voient une philosophie de l'existence. Dans le genre, le titre de leur cinquième film, adaptation du roman de Philippe Djian Incidences, est une perfection : L'amour est un crime parfait. »
- Libération : « Au cœur de la mise en scène toujours très précise et élégante des Larrieu, structurée par leur sens inouï du décor, quelque chose vrille alors doucement, se dérègle dans un glissement aux ressorts presque indiscernables à vitesse réelle. »
- L'Humanité par Jean Roy : « Que voilà du cinéma désarçonnant. D'ailleurs, il faut du temps pour être enfin persuadé de là où les auteurs nous entraînent, à la manière du pêcheur qui laisserait son appât vagabonder avant de ferrer brutalement. »

### Critiques négatives
- Le Monde par Franck Nouchi : « Plus encore qu'un thriller amoureux, L'Amour est un crime parfait est un film météorologique. On passe un bon moment. Juste un bon moment. »
- Première : « Les réalisateurs ont cherché la combinaison idéale d'un film à la fois populaire et intimiste, or les scènes “à faire”, pour respecter les convictions, flirtent avec la désinvolture… »
- Les Cahiers du cinéma : « Cette difficulté à nous faire partager le paysage mental d'un être à la fois pervers et attirant qui signe l’échec du film, beaucoup trop brouillé dans son développement et explicatif dans son dénouement pour pouvoir distiller un quelconque venin. »
- L'Express : « Les frères Larrieu [ont] décidé, en adaptant un roman de Philippe Djian, de se la jouer hitchcockiens de salon pour soirée karaoké intello. Du n'importe quoi ridicule expédié par-dessus bord. »
- Paris Match : « Adaptée d'un roman de Philippe Djian, l’intrigue est sulfureuse mais sonne faux, et ses ficelles sont grosses comme des cordes d’alpiniste. Restent une ambiance sympathiquement malsaine et un humour noir salvateur qui donnent un peu de goût à ce film surgelé. »
- Positif : « L'intrigue finement tressée, […] serait garante d'un bon suspens si les réalisateurs s'intéressaient un minimum à leurs personnages. […] Ce ne sont qu'abstraites baudruches dont les actes et la destinée nous indiffèrent. »